# Alecos Papadatos

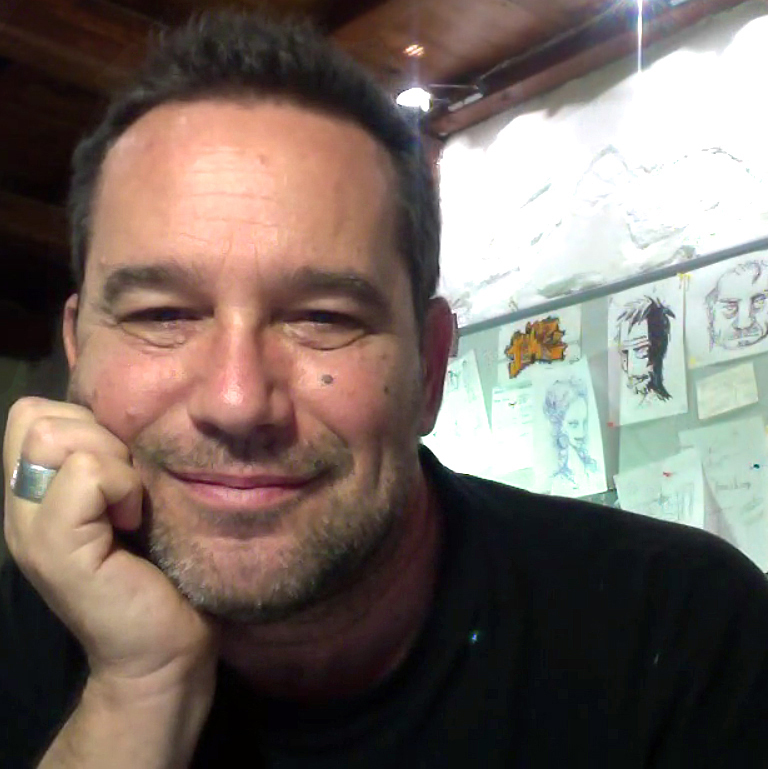
Alecos Papadatos (2013)

Alecos Papadatos (geboren 1959 in Thessaloniki) ist ein griechischer Zeichner.

## Leben
Alecos Papadatos studierte Ökonomie an der Aristoteles-Universität Thessaloniki und danach Marketing an der Université Paris 1 Panthéon-Sorbonne. In Frankreich machte er außerdem eine Ausbildung für Animation und Cartoon und fand dort eine Beschäftigung als Animationszeichner in der Werbeindustrie.
Daneben engagierte er sich in Paris in der freien Szene von Filmschaffenden. 1988 erhielt er in Drama (Griechenland) einen Preis für die Animation in einem Zeichentrickfilm über das Thema Die Grille und die Ameise. In der Folge wurde er zu den Berliner Filmfestspielen 1990 eingeladen.
Seit 1991 lebt und arbeitet er in Athen mit Annie Di Donna in einer eigenen Firma und produziert für den griechischen, aber auch für den europäischen Markt. Seine Cartoons erschienen auch in der Tageszeitung To Vima. Papadatos entwirft auch Buchumschläge.
Zwischen 2003 und 2008 erarbeitete er mit dem Autor Apostolos Doxiadis, dem Informatiker Christos Papadimitriou und der Designerin Annie Di Donna die Graphic Novel Logicomix über die Philosophie Bertrand Russells, die in englischer Sprache geschrieben wurde.
Mit Abraham Kawa und Di Donna produzierte er die Graphic Novel Demokratie, die 2015 zunächst in englischer Sprache erschien.

## Werke (Auswahl)
- Apostolos Doxiadis, Christos H. Papadimitriou, Alecos Papadatos, Annie di Donna: Logicomix: An epic search for Thruth. London: Bloomsbury, 2009
  - mit Apostolos Doxiadis, Christos H. Papadimitriou, Annie di Donna: Logicomix: eine epische Suche nach Wahrheit. Aus dem Engl. von Ebi Naumann. Zürich: Atrium-Verlag, 2012
- mit Abraham Kawa: Democracy. London: Bloomsbury, 2015